# Баттерс
Ба́ттерс (англ. Butters, при рождении Леопольд Джеймс Стотч, англ. Leopold James Stotch) — персонаж сериала «Южный Парк», один из ведущих персонажей мультипликационного сериала «Южный парк».
Несмотря на то, что Баттерса на самом деле зовут Леопольд, и родители, и знакомые зовут его исключительно по прозвищу, которое является каламбуром: «Баттерс Стотч» — butterscotch (ириска). Когда в серии «Марджорин» Баттерс изображает девочку, он берёт себе имя Марджорин, что тоже является каламбуром: butter — сливочное масло, margarine — маргарин.
Баттерс — слабовольный, наивный, добрый и мягкий ребёнок, противоположность Эрика Картмана. Его постоянно подавляют и унижают, вольно или невольно, жестокие родители или одноклассники (в основном Картман). Среди многочисленных примеров невезения Баттерса — его день рождения, приходящийся на 11 сентября (день американской национальной трагедии). Малоубедительные попытки сопротивляться подобному отношению находят выражение главным образом в «альтер эго» Баттерса — профессоре Хаосе. Невольно пародируя суперзлодеев из комиксов, он без особого успеха пытается уничтожить мир.
Баттерсу посвящена серия, названная «Butters' Very Own Episode» (Собственный эпизод Баттерса). Вместо обычной заставки мультфильма в этой серии стоит заставка «Butters Show» (Шоу Баттерса). После этого в нескольких сериях 6 сезона Баттерс, подбегая в заставке к надписи «South Park», пытается показать табличку с надписью «Butters Show», а позже в образе профессора Хаоса валит надпись «South Park» на землю.
Из эпизода «Картман сосёт» известно, что у Баттерса первая группа крови.
В эпизоде «Голос предков» говорится, что родиной Баттерса являются Гавайи.
Номер дома Баттерса — 1020. День рождения — 11 сентября. По знаку зодиака: Дева.

## Появление персонажа
Впервые Баттерс появляется в первом эпизоде сериала «Картман и анальный зонд», его вид немного отличается от привычного облика Баттерса в других сезонах. В серии «Набор веса 4000» во время репетиции школьного спектакля можно заметить, что один из мальчиков, в роли первопроходца бьёт Пипа. На нём надета шляпа из енота, однако по цвету волос и одежде можно догадаться, что это Баттерс. Однако образ начинает раскрываться не сразу: первое слово он произносит в серии «Домики для игр», передавая записку по классу. В полнометражном фильме «Южный парк: больше, длиннее и без купюр» Баттерс дотрагивается до Картмана, который видел фильм Терренса и Филлипа, по его же приказу. Первоначальным именем этого персонажа было «Пуфф Пуфф» (англ. Puff Puff). Впервые характер Баттерса получает существенное развитие в серии «Два голых парня в горячей ванне»

## Характер
Характер Баттерса списан с режиссёра-аниматора «Южного парка» Эрика Стофа. На это намекают в серии «Очень дерьмовое Рождество», когда Баттерс делает нарисованные фигурки Стэна, Кайла, Картмана и Кенни (а так же себя) для их рождественского мультфильма.
В серии «Набор веса 4000» можно заметить, что Баттерс бьёт Пипа, а в серии «Увлекательная фонетика с обезьянкой» он один из инициаторов издевательств над Марком. Однако, уже в серии «Два голых парня в горячей ванне», первом значительном появлении Баттерса, заметны его инфантильность и наивность. Он надевает женскую одежду, потому что ему это кажется забавным, распевает песенки с Пипом и готов общаться с первоклассником, что немыслимо для Стэна. Во многих других сериях Баттерс также кажется слишком инфантильным даже по сравнению с остальными детьми: в серии «Очень дерьмовое Рождество» он восхищается сценкой, разыгранной ко дню благодарения детсадовцами, в серии «Удивительный дар Картмана» читает детские шуточные комиксы, в серии «Занимайтесь любовью, а не Warcraft’ом» оказывается единственным из четвероклассников, играющим не в «World Of Warcraft», а в «Hello Kitty Island Adventure».
Как правило, Баттерс настолько наивен, что не всегда адекватно воспринимает происходящее вокруг. К примеру, в эпизоде «Собственный эпизод Баттерса» после того, как его мать пыталась его убить, он возвращается домой, не понимая, что случилось. В том же эпизоде он беседует со мрачным водителем трейлера о песенке, которую поют в его любимом ресторане. Однако, в эпизоде «Изюминки» мы неожиданно видим Баттерса способным на умные и глубокие мысли об отношениях людей. Несмотря на все сложности, Баттерс остаётся оптимистом.

## Профессор Хаос
Профессор Хаос — «второе я» Баттерса, которое появляется после того, как главные герои отвергают Баттерса в качестве своего нового лучшего друга в одноимённой серии. Этот персонаж — пародия на суперзлодеев из комиксов (в частности, на Доктора Дума и Магнето), он носит шлем и плащ (в этом образе его узнают только родители), при его появлении звучит «страшная» музыка; однако злодейства профессора Хаоса не выходят дальше перепутанных заказов в ресторане или скомканного белья. Даже когда профессор Хаос пытается разрушить озоновый слой или затопить Землю, это выглядит не более чем как детская игра.

## Взаимоотношения

### С родителями
Родители Баттерса жестоки и деспотичны, и иногда создаётся ощущение, что на самом деле они к нему совершенно равнодушны. Например, в серии «Видеонабор тупой испорченной шлюхи» они продают Баттерса Пэрис Хилтон, мотивируя это тем, что должны заботиться «о других членах семьи» — то есть о себе. В серии Джаред и его помощники родители жестоко избивают Баттерса после того, как Картман, имитируя его голос, обзывает их неприличными словами по телефону. Особенно Баттерс боится отца, которого называет «сэр» и старается слушаться беспрекословно, а тот часто наказывает сына ни за что.
О других членах семьи Баттерса известно мало; однако, согласно эпизоду «ШИКАРН-О», у него есть дядя и тётя в Лос-Анджелесе, с которыми у него хорошие отношения. Баттерс иногда навещает их. Однако, из эпизода «Возвращение Шефа» мы узнаём, что между Баттерсом и его дядей Бадом имел место некий абьюзивный инцидент, который, впрочем, не оказал воздействия на психику Баттерса из-за его дремучей наивности: Баттерс спрашивает «What's a pedal file?» во время разговора о новых странных наклонности Шефа (тут игра слов: «What's a pedophile?» — «Что такое педофил?»).

### С одноклассниками
Во многих сериях другие четвероклассники помыкают Баттерсом и издеваются над ним. Особенно Баттерс страдает от выходок Картмана. Даже несмотря на издевательства, Баттерс продолжает поддаваться на розыгрыши. Начиная с первого эпизода шестого сезона после «окончательной» смерти Кенни, Баттерс заменяет Кенни для Стэна, Кайла и Картмана. Однако они не воспринимают его дружбу всерьёз: за глаза называют уродом, жестоко издеваются, называют «не-Кенни» и, когда им нужно, используют его, говоря: «А Кенни бы это сделал…» Как оказалось, Кенни — единственный из детей нравится Баттерсу. В эпизоде «Кенни умирает», Баттерс нарисовал для него рисунок, на котором были видны Баттерс и Кенни, с надписью «I ♡ Kenny», что означало: «Я люблю Кенни».
Примерно после 12 сезона отношения Баттерса и Картмана начали стремительно улучшатся, а Баттерс в дальнейшем стал его правой рукой и Картман часто обращался с полным доверием к нему за помощью в своих делах. В "Проблема с гландами" Баттерс поцеловал Картмана в щёку в знак поддержки узнав о том что тот заразился ВИЧ. В "Улётное время" и "Китайская пробрема" впервые берёт Баттерса в напарники почти на равных.

### Любовные
Отношения Баттеррса с девочками складываются плохо. В эпизоде 714 показана его влюблённость в «продажную» девочку из ресторана «Изюминки», заигрывающую с мальчиками за чаевые. Баттерсу в силу его наивности эти отношения кажутся искренними, и он считает её «своей девушкой». В эпизоде 703 упоминает свою девушку Керри, живущую в Мичигане. В эпизоде 1902 Баттерс знакомится с канадской девушкой по имени Шарлотт, и поддерживает с ней отношения в последующем, после её отъезда. Во всех случаях подчёркивается его пассивная роль в отношениях. 
Из-за своей наивности Баттерс нередко совершает такие действия, за которые многие ошибочно считают его гомосексуалом (родители, Эрик, Кайл и Стэн).

## Семья

### Линда Стотч
Линда Стотч (англ. Linda Stotch) — мать Баттерса Стотча. Роль озвучивает Мона Маршалл.
В эпизоде «Сдохни, хиппи, сдохни» выясняется, что Линда — инженер; по этой причине она участвует в операции Картмана по уничтожению хиппи. Также Линда входит в Городской совет Южного парка в качестве казначея.
Линда, судя по всему, — куда более уравновешенный и добрый человек, чем её муж Стивен. В случаях, когда Баттерс пропадает или с ним что-нибудь случается, она куда сильнее Стивена переживает за сына. Тем не менее, она поддерживает сомнительные идеи Стивена вроде продажи Баттерса или отправки его на садистские опыты, а также спорит на деньги, станет ли Баттерс геем (она считает, что да).

### Стивен Стотч
Сти́вен Стотч (англ. Stephen Stotch), в некоторых сериях Крис (англ. Chris) — отец Баттерса, относящийся к сыну жестоко и агрессивно. Он постоянно наказывает сына за ничтожные провинности, требует обращения «сэр» и развивает в своём сыне многочисленные комплексы (к примеру, тот иногда начинает маниакально повторять «я должен научиться себя вести» или «последует наказание, жестокое наказание»). Самое страшное наказание для Баттерса — домашний арест, и Стивен регулярно подвергает сына ему (даже когда Баттерс говорил, что хочет покончить с собой, Стивен просил его спуститься, говоря, что посадит под домашний арест не больше чем на две недели). Иногда Стивен запугивает Баттерса несуществующими вещами, например, «супер-СПИДом».
Стивен в хороших отношениях с Рэнди Маршем и Джеральдом Брофловски, общается и со всеми остальными мужчинами Южного парка.